# Fred F. French Building
El Edificio Fred F. French (en inglés: Fred F. French Building) es un edificio histórico ubicado en Nueva York, Nueva York. El Edificio Fred F. French se encuentra inscrito  en el Registro Nacional de Lugares Históricos desde el 28 de enero de 2004. H. Douglas Ives y Sloan & Robertston fueron los arquitectos del Edificio Fred F. French.

## Ubicación
El Edificio Fred F. French se encuentra dentro del condado de Nueva York en las coordenadas 40°45′20″N 73°58′47″O / 40.755556, -73.979722.